# Gabriel Naghi
Gabriel Naghi (n. 22 martie 1962, București) este un general român, care a îndeplinit funcția de director al Serviciului de Protecție și Pază (SPP) (28 decembrie 2000 - 7 decembrie 2005).

## Biografie
Gabriel Naghi s-a născut la data de 22 martie 1962, în municipiul București. În perioada Revoluției din decembrie 1989 era ofițer la arma rachete în Ministerul Apărării Naționale. În decembrie 2004 i s-a acordat titlul de luptător care s-a remarcat prin contribuția sa la victoria Revoluției române din decembrie 1989 .
Începând din data de 26 decembrie 1989, la o zi după execuția cuplului dictatorial Elena și Nicolae Ceaușescu, locotenentul major Gabriel Naghi, alături de alți trei ofițeri ai MApN, s-a oferit voluntar pentru a face parte din garda de corp a lui Ion Iliescu . Începând de atunci, el a lucrat permanent în cadrul Serviciului de Protecție și Pază (SPP)răspunzând de securitatea șefului statului . După ce Emil Constantinescu a câștigat alegerile pentru Președinția României, Gabriel Naghi a devenit șeful dispozitivului de protecție a liderului PDSR, Ion Iliescu.
După revenirea în fruntea statului a lui Ion Iliescu,  colonelul Gabriel Naghi a fost numit, la  data de 28 decembrie 2000, în funcția de director al Serviciului de Protecție și Pază (SPP) . În perioada cât a condus SPP-ul, a fost înaintat la gradele de general de brigadă (cu 1 stea) la 29 noiembrie 2001 , general-maior (cu 2 stele) la 15 noiembrie 2003  și general-locotenent (cu 3 stele) la 7 decembrie 2005, cu care a fost trecut tot atunci în rezervă .
Ca urmare a propunerii Consiliului Suprem de Apărare a Țării, adoptată prin Hotărârea nr. 161 din 7 decembrie 2005, generalul-locotenent cu trei stele Gabriel Naghi a fost eliberat din funcția de director al SPP .
În anul 2006, el a înființat împreună cu fostul director al SRI, Radu Timofte, societatea Investigații și Securitate Omega SRL, având ca obiect de activitate investigațiile și securitatea, societate ce a fost desființată câteva luni mai târziu.
Din 2006 este președintele fundației "SENS".
Generalul Naghi este doctor în drept și își va susține teza de doctorat în științe militare și informații pe data de 27 iulie 2010.

## Distincții
Ca recunoaștere a meritelor sale, generalul Gabriel Naghi a primit următoarele distincții:
- Ordinul "Virtutea Militară" în grad de mare ofițer, cu însemne pentru militari (28 noiembrie 2002) - "pentru devotamentul și competența dovedite în organizarea și conducerea Serviciului de Protecție și Pază" [9]
- Ordinul "Victoria Revoluției Române din Decembrie 1989" (15 decembrie 2004) - "în semn de cinstire a faptelor deosebite în lupta pentru victoria Revoluției române din Decembrie 1989" [10]
- Ordinul "Bărbăție și Credință" în grad de Mare Ofițer, cu însemn pentru militari (14 decembrie 2005) - "pentru îndeplinirea cu succes a atribuțiilor profesionale deosebite și misiunilor speciale, determinate de obiectivele Serviciului de Protecție și Pază,

în contextul integrării europene și al armonizării operaționale cu structurile euroatlantice" .

## Controverse
În cei 5 ani cât a condus SPP-ul, presa l-a acuzat pe generalul Naghi de mai multe fapte cum ar fi :
- reangajarea ofițerilor trecuți în rezervă pentru așa zisa implicare a lor în celebrul scandal de contrabandă cu țigări (Țigareta II), coordonată de colonelul SPP Gheorghe Truțulescu.
- implicarea unor ofițeri SPP în campania electorală în favoarea PSD (după cum l-a acuzat colonelul SPP Dumitru Vlad - sancționat cu trecerea în rezervă de către Consiliul de judecată al SPP pentru consum de alcool în timpul misiunilor, părasirea misiunii și agresarea subordonaților)
- a fost acuzat de un cadru al serviciului că ar tolera și chiar încuraja racolarea de ofițeri din rândul lumii interlope[12].
- a fost în centrul atenției și în scandalul cu privire la achizițiile de autoturisme pentru SPP, la prețuri exorbitante[12].

## Lucrări publicate
Dintre lucrările publicate de Gabriel Naghi menționăm următoarele:
- Sfârșitul terorismului? (Ed. Antet) - coautor
- Actul juridic civil. Accente, Editura Fundația Europeană Titulescu, Craiova, 2001,
- Sfârșitul terorismului, coautor, Editura Antet, Ploiești, 2002,
- Atentatul - o istorie veșnic contemporană, coautor, Editura Pro Transilvania, București,
- Operațiile informaționale la început de secol și mileniu, Editura Academiei de poliție „Al. I. Cuza", București, 2003
- Ora care a schimbat lumea, asimetria începutului de secol, Editura Presa Națională, București, 2004
- Stabilitate și instabilitate la început de secol și mileniu, coautor, Editura A.I.S.M., București, 2003
- Managementul aplicării dreptului internațional coroborat cu reglementările naționale în executarea operațiilor în sprijinul păcii, coautor, Editura Academiei de Poliție "Al. I. Cuza", București, 2003
- Impactul tehnologic asupra evoluției acțiunilor militare - studii teoretice, coautor, Editura Academiei de Poliție "Al. I. Cuza", București, 2003
- Politica europeană de securitate și apărare,Editura Militară,București,2009
- Uniunea Europeană și evoluția mediului internațional de securitate,Editura Militară,București,2009